# Traskita
La traskita és un mineral de la classe dels silicats. Rep el seu nom de John Boardman Trask (1824-1879), geòleg californià.

## Característiques
La traskita és un ciclosilicat de fórmula química Ba21Ca(Fe2+,Mn,Ti)₄(Ti,Fe,Mg)₁₂(Si₁₂O36)(Si₂O₇)₆(O,OH)30Cl₆·14H₂O. Va ser aprovada com a espècie vàlida per l'Associació Mineralògica Internacional l'any 1964. Cristal·litza en el sistema hexagonal. La seva duresa a l'escala de Mohs és 5.
Segons la classificació de Nickel-Strunz, la traskita pertany a «09.CP - Ciclosilicats amb enllaços de 12 i enllaços més grans» juntament amb la megaciclita.

## Formació i jaciments
Va ser descoberta l'any 1964 a Rush Creek, al comtat de Fresno, a Califòrnia (Estats Units). També ha estat descrita a altres indrets del dipòsit de Rush Creek, i a Byšta (Košice, Eslovàquia).